# Хорватская береговая охрана

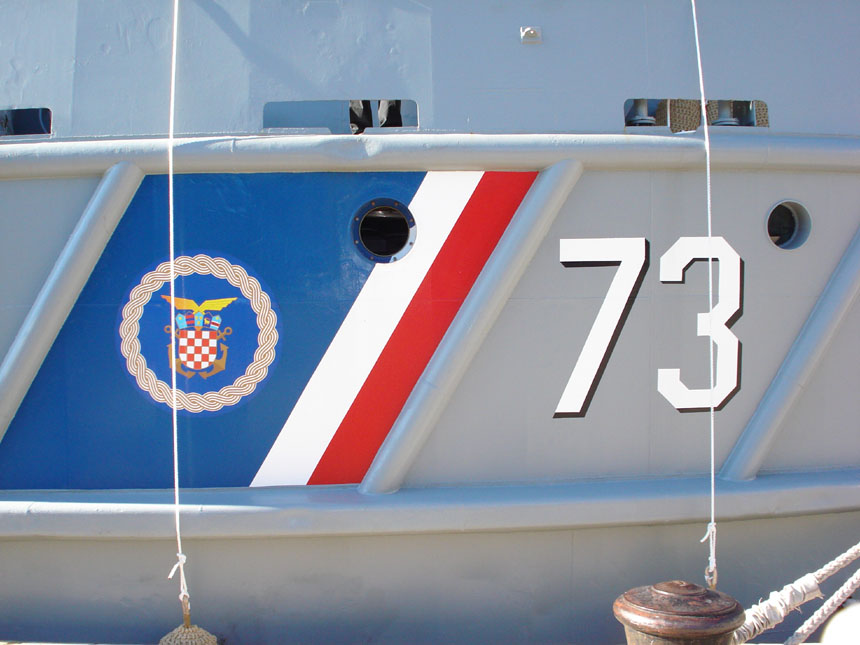
Старая бортовая раскраска корабля BS-73 Faust Vrančić

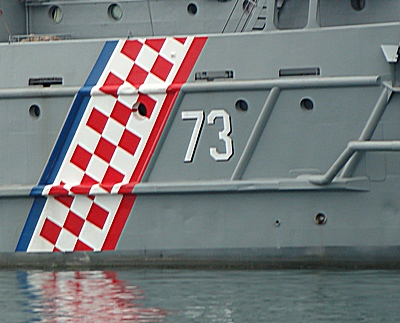
Новая бортовая раскраска

Хорватская береговая охрана (хорв. Obalna straža Republike Hrvatske) — подразделение ВМС Хорватии, отвечающее за охрану территориальных вод Республики Хорватии в мирное время. Занимается защитой окружающей среды, борьбой против браконьерства, международного терроризма и контрабанды.

## История
Хорватская береговая охрана учреждена законом Парламента Хорватии от 13 сентября 2007. В обязанности береговой охраны входят следующие действия:
- защита суверенитета, суверенных прав и юрисдикции Республики Хорватии в море;
- предупреждение террористических актов, борьба с терроризмом, организованной международной преступностью и распространением оружия массового уничтожения;
- борьба с пиратством и другими видами морской преступности;
- безопасность судоходства;
- поиск пропавших и спасение утопающих;
- защита окружающей среды на море, природного и культурного наследия;
- мониторинг промыслов.

Командующий береговой охраны назначается Президентом Хорватии по предложению правительства. Управление территориальными водами осуществляется морской полицией Хорватии и Начальством портов Хорватии.

## Структура и состав
В береговую охрану входят командование и два дивизиона из Сплита и Пулы. В охране насчитывается восемь кораблей: сторожевые катера «Новиград», «Шолта», «Цавтат», «Хрватска Костайница»; учебное судно «Андрия Мохоровичич» и спасательное судно «Фауст Вранчич»; буксиры LR-71 и LR-73. Береговая охрана использует самолёты Pilatus PC-9 и вертолёты Ми-8 в качестве воздушной поддержки. С 2010 по 2013 годы в состав береговой охраны планируется ввести 10 новых кораблей с пониженной радиолокационной заметностью.

## Галерея

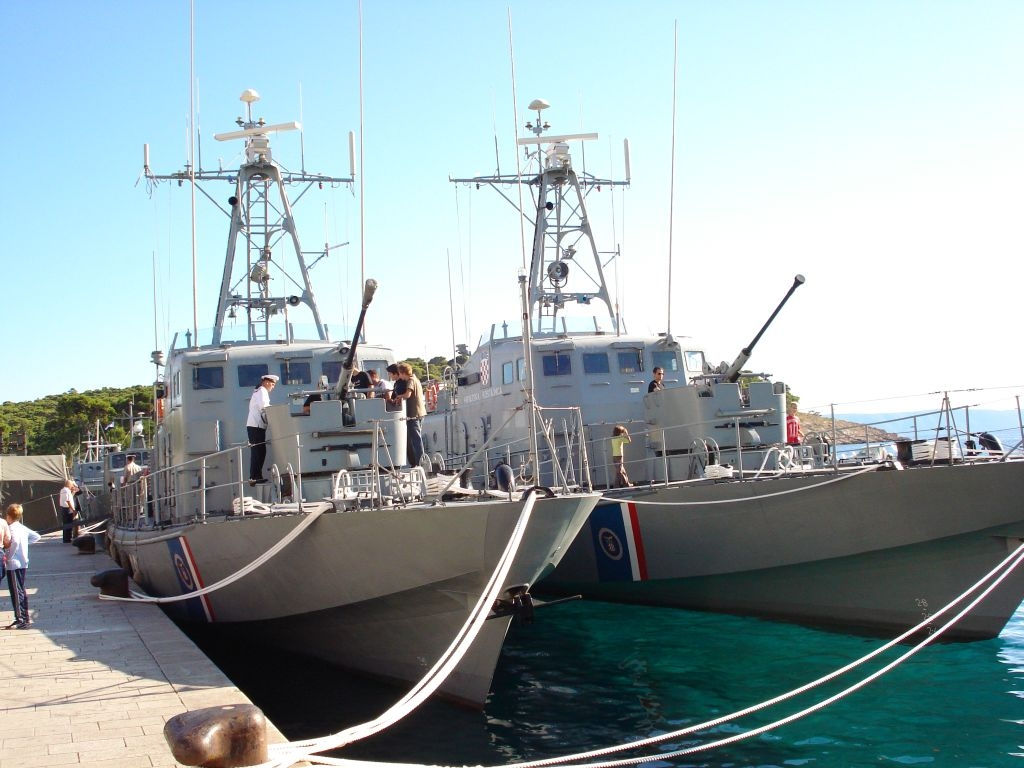
Сторожевые катера OB-03 Cavtat и OB-04 Hrvatska Kostajnica
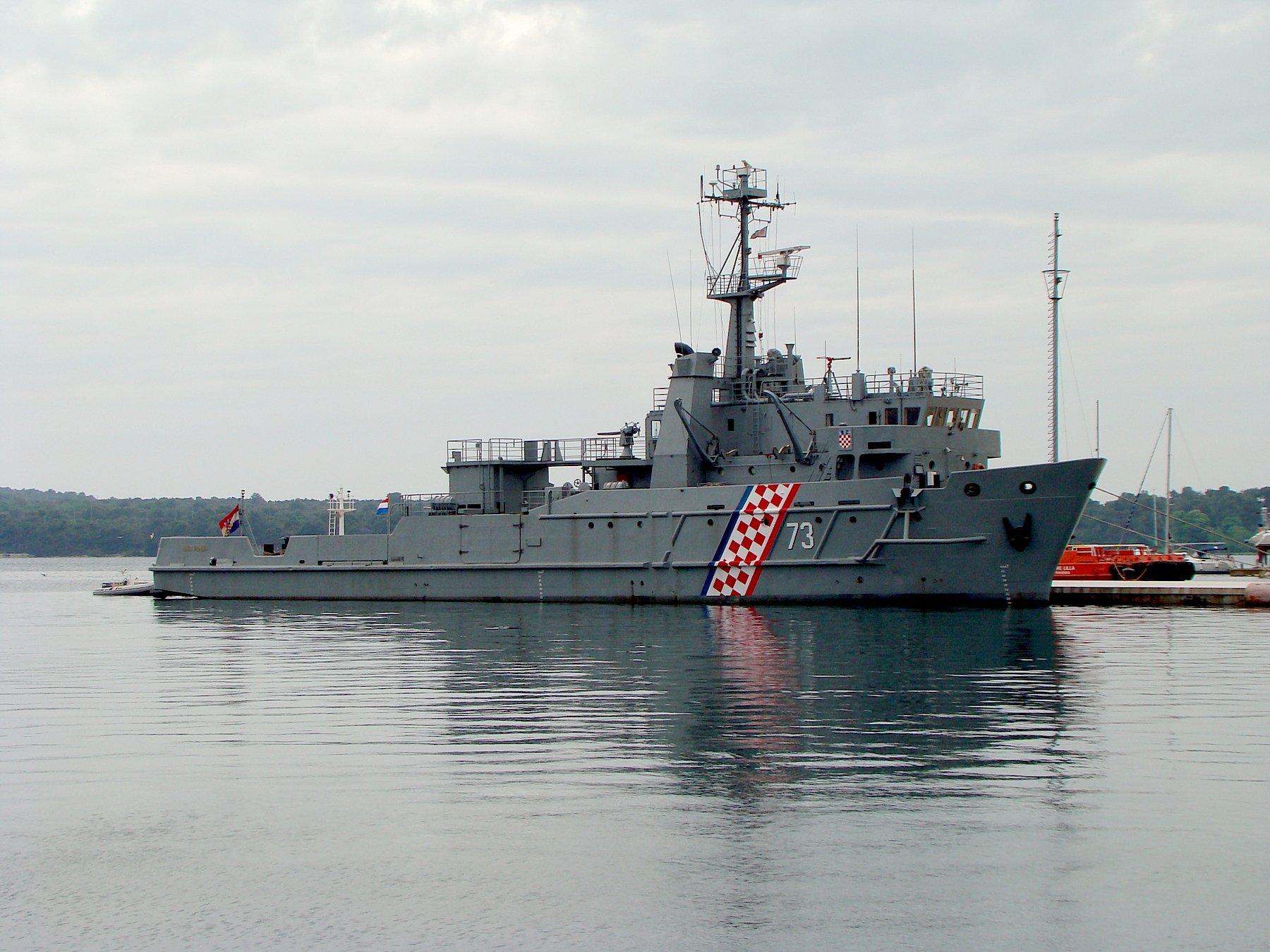
Спасательное судно BS-73 Faust Vrančić
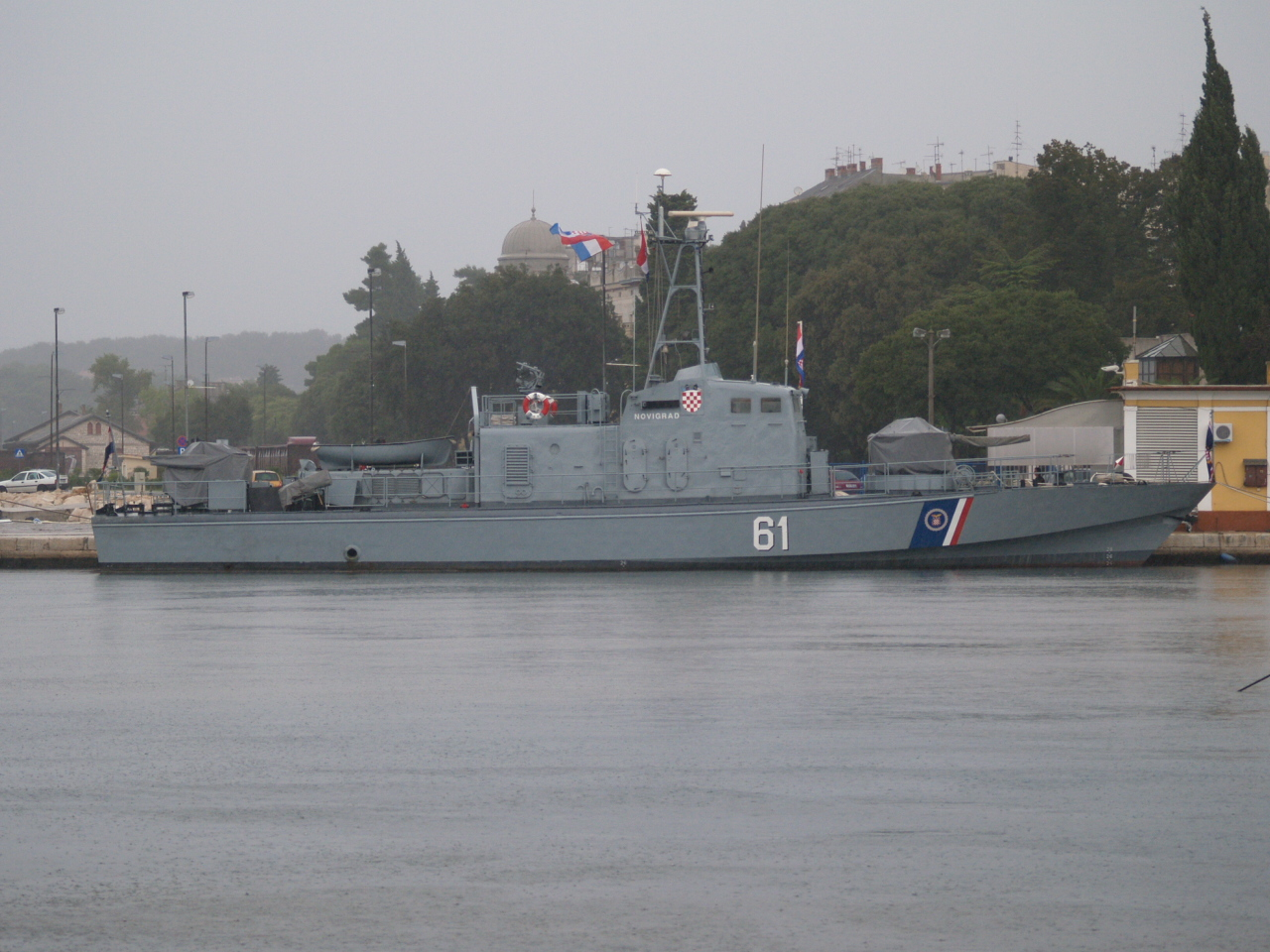
Сторожевой катер OB-01 Novigrad
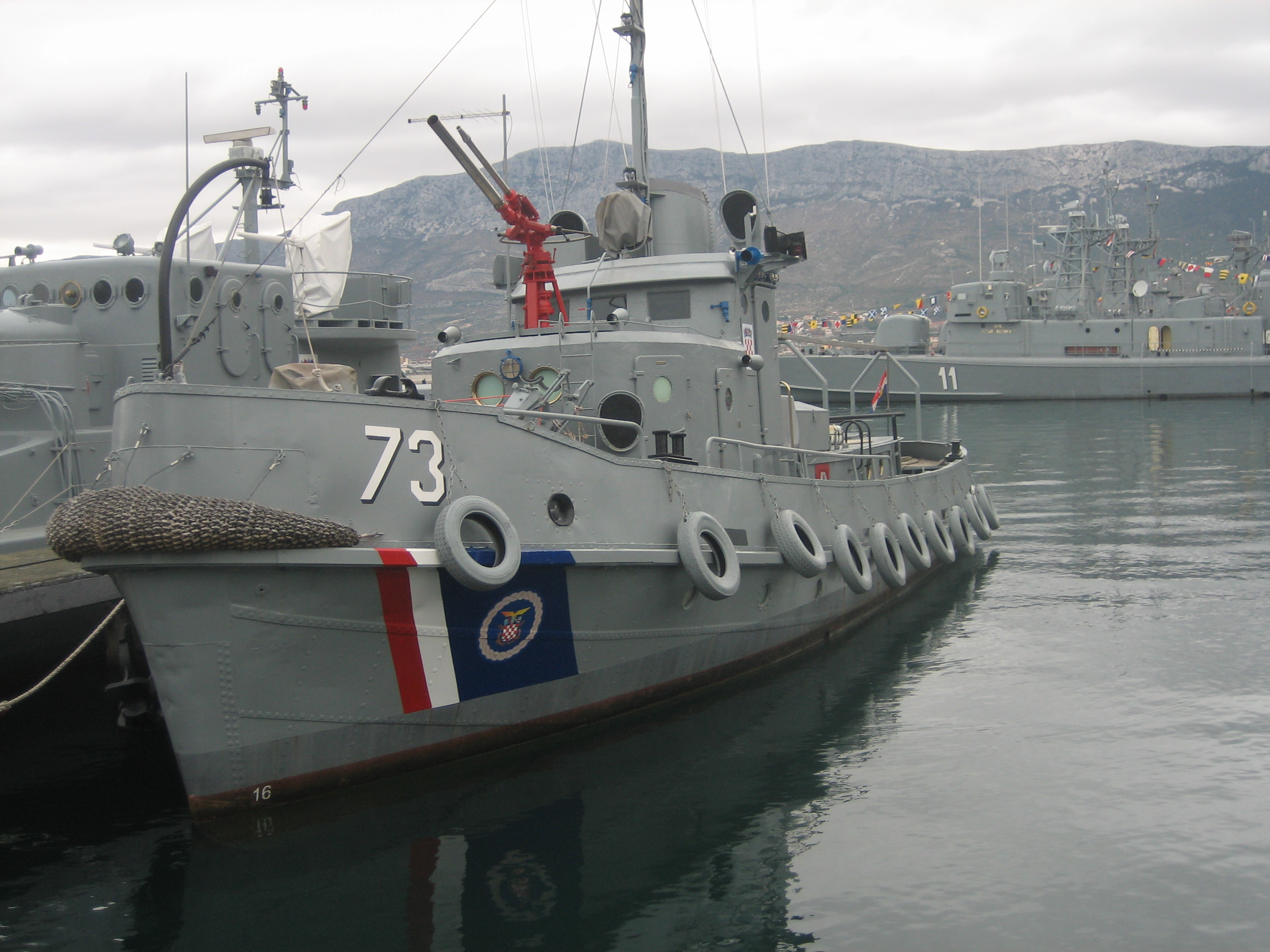
Буксир LR-73